# Aphycus coccidiphagus
Aphycus coccidiphagus är en stekelart som beskrevs av Girault 1917. Aphycus coccidiphagus ingår i släktet Aphycus och familjen sköldlussteklar. Inga underarter finns listade i Catalogue of Life.